# Baralt
Baralt is een gemeente in de Venezolaanse staat Zulia. De gemeente telt 98.000 inwoners. De hoofdplaats is San Timoteo.